# المصدر الأسيوي (فلم)
المصدر الآسيوي (بالإنجليزية: The Asian Connection) هو فيلم حركة وسرقة صدر عام 2016 من بطولة ستيفن سيغال.

## القصة
يروي الفيلم قصة جاك وسام أمريكيين مغتربين في آسيا يسرقون مبلغ من أحد المصارف الصغيرة لكنهم يتفاجؤون بالمبلغ الموجود في المصرف والسبب انهم تورطوا مع أحد زعماء العصابات وهو أمريكي هاجر واستقر في آسيا. فيبدأ أحد مساعديه بابتزازهم ويجعلهم يستمرون بسرقة المصارف وخلال هذه الفترة يقتل سام لكن جاك مضطر لمواصلة السرقة بسبب تهديده بقتل زوجته ، يأخذ جاك معلومات البنوك ووقت الهجوم من (مصدر اسيوي) الذي يقتل في نهاية الفيلم بعدها قام رئيس العصابة بقتل جاك وترك زوجته تهرب بدون المال.

## وصلات خارجية
مقالات تستعمل روابط فنية بلا صلة مع ويكي بيانات